# Spoorlijn Štúrovo – Levice
De spoorlijn Štúrovo – Levice (lijn nummer 152) is een regionale spoorverbinding in het zuidzuidwesten van Slowakije. De lijn is ruim 53 kilometer lang en de maximumsnelheid bedraagt 90 kilometer per uur. In station Štúrovo, vlak bij de grens met Hongarije, verlaat deze lijn het traçe van de internationale spoorlijn Bratislava-Boedapest. Vervolgens leidt ze doorheen de Hron-vallei, via Čata, naar Levice.

## Geschiedenis

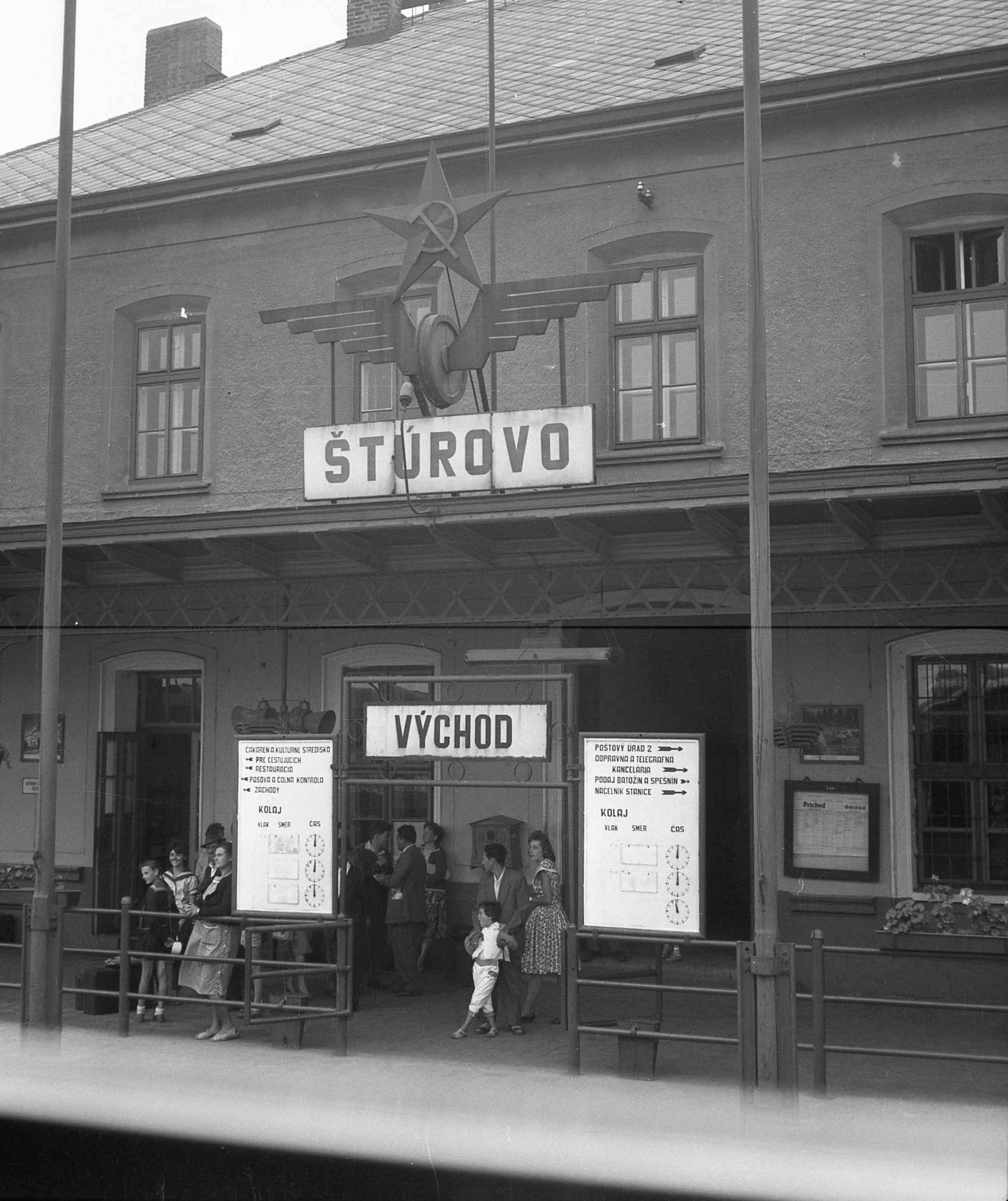
Station Štúrovo (detail) in 1965

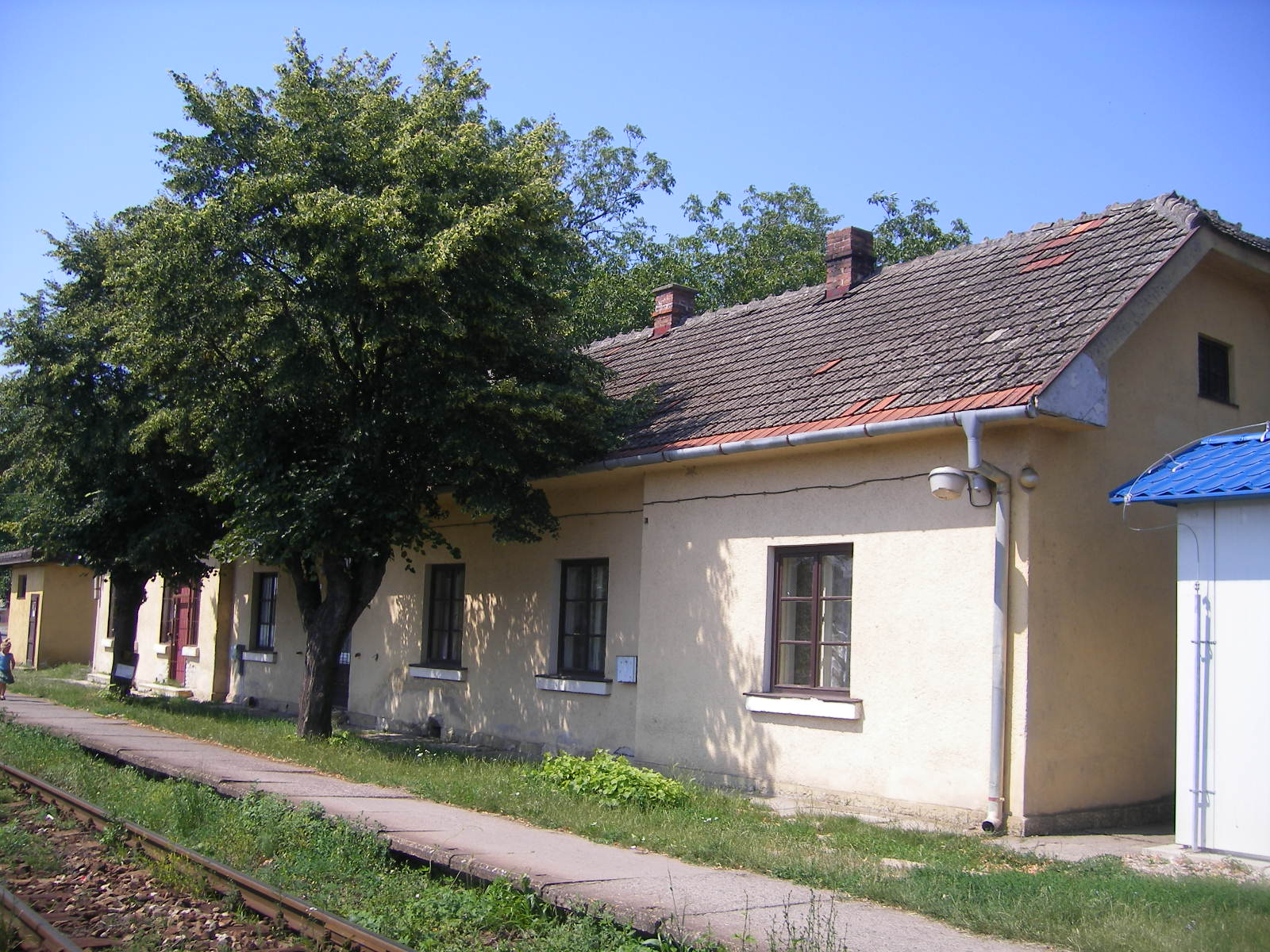
Station Kamenín

De route door de Horn-vallei was een van de oudste spoorwegprojecten van het toenmalige Koninkrijk Hongarije (1867-1918). Ze was bedoeld om de gebieden van Opper-Hongarije waar ertsmijnen lagen, te verbinden met het Hongaarse spoorwegnet. Ook wenste men destijds een hoofdspoorlijn aan te leggen, van Szob naar Miskolc (Hongarije) maar deze lijn werd nooit gerealiseerd.
De lijn van Štúrovo naar Levice werd aangelegd in twee etappes:
- Štúrovo - Čata, en
- Čata – Levice.

De Oostenrijks-Hongaarse Staatsspoorweg (StEG) ontving een concessie voor het traject van Štúrovo via Čata naar Šahy. Deze concessie dekte de eerste etappe. De lijn naar Čata werd geopend op 1 juni 1885 en de verlenging naar Šahy werd op 26 september 1886 in dienst gesteld.
Voor de tweede etappe, van Čata naar Levice, ontving de StEG op 18 maart 1887 de concessie. De lijn werd spoedig nadien, op 18 september 1887, in dienst gesteld.
Nog enkele jaren later, op 1 januari 1891, werd het Hongaarse deel van de StEG overgenomen door de Koninklijke Hongaarse Staatsspoorwegen (MÁV).
Uit dienstregelingsdocumenten blijkt dat er in 1912 dagelijks drie paar gemengde treinen reden.
Na de ineenstorting van de Donaumonarchie in oktober 1918 als gevolg van de Eerste Wereldoorlog, en na de oprichting van de nieuwe staat Tsjecho-Slowakije, ging de route over naar de nieuw opgerichte Tsjechoslowaakse Staatsspoorwegen (ČSD). De Hongaarse bedrijfsnamen werden vervolgens vervangen door Slowaakse benamingen.
Veel personen van Hongaarse afkomst leefden in Tsjecho-Slowakije, nabij de grens met Hongarije. Ingevolge de Eerste Weense Arbitrage (november 1938) werden deze grensgebieden (met inbegrip van de plaatselijke spoorlijnen) overgeheveld naar de Hongaarse staat. Derhalve werden die lijnen opnieuw uitgebaat door de Hongaarse Staatsspoorwegen (MÁV) doch na de Tweede Wereldoorlog ging de spoorlijn Štúrovo – Levice wederom over naar de Tsjecho-Slowaakse Spoorwegen ČSD.
Als gevolg van de Fluwelen Revolutie werd de route op 1 januari 1993 overgedragen aan de nieuw opgerichte Slowaakse Spoorwegen (ŽSR).
Het verkeer van reizigerstreinen werd op 2 februari 2003 opgeschort, maar enkele maanden later, op 15 juni 2003 hernomen.

## Treindienst
Anno 2021 vermeldt de dienstregeling van de ŽSSK voor lijn 152 dagelijks een vijftal treinen in beide richtingen. Het traject omvat 52 kilometer en de reistijd bedraagt ongeveer een uur. 

## Stations en stopplaatsen

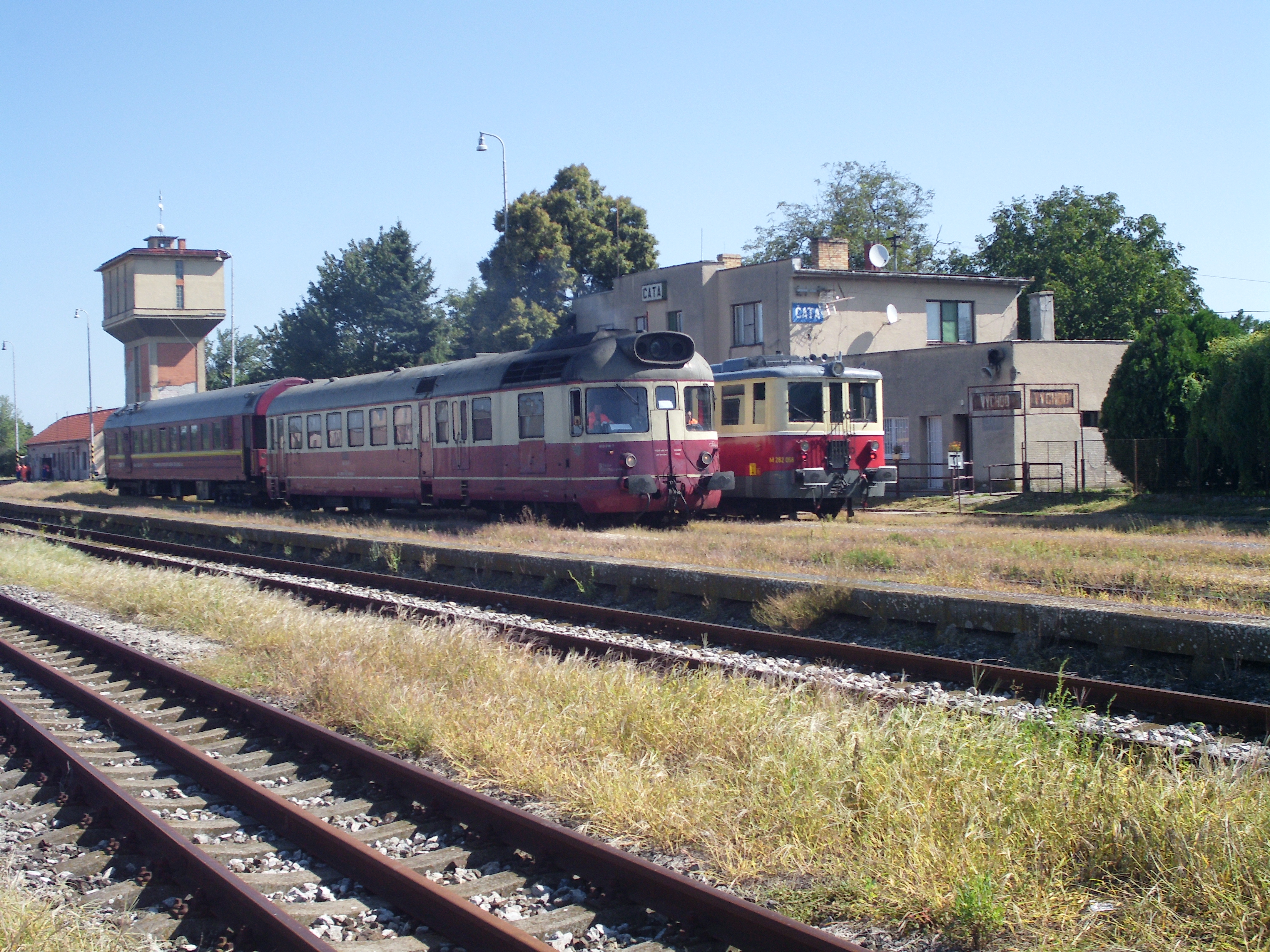
Twee motorstellen in station Čata (2014)

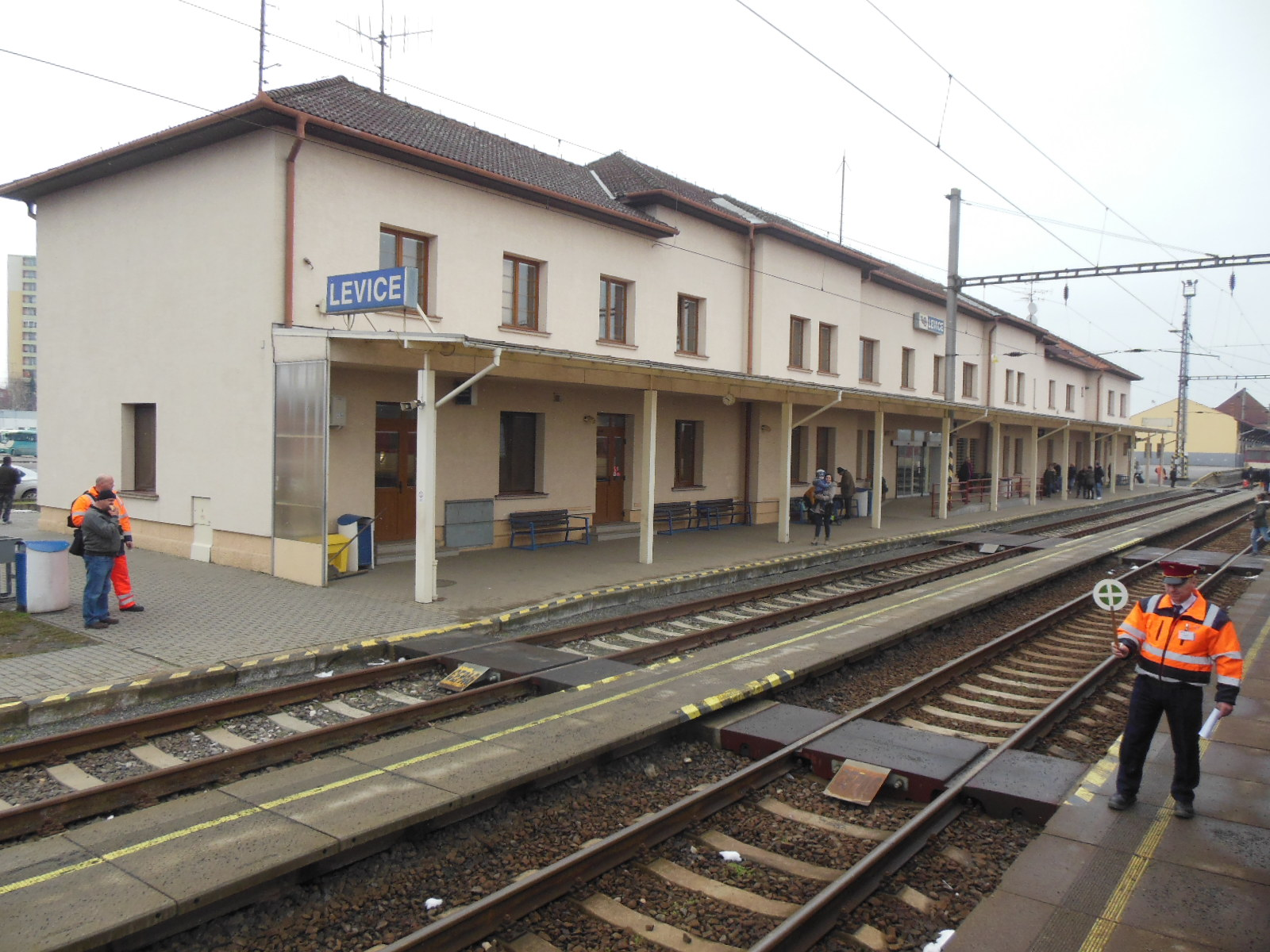
Station Levice

De lijn bedient de volgende stations (s) en stopplaatsen:
| Afstand | Station of stopplaats   | Opmerking                                      |
| ------- | ----------------------- | ---------------------------------------------- |
| 0,000   | Štúrovo (s)             | Vertakking met lijn 130 (Bratislava – Štúrovo) |
| 6,627   | Kamenný Most nad Hronom |                                                |
| 11,716  | Kamenín                 |                                                |
| 15,548  | Bíňa                    |                                                |
| 20,080  | Čata (s)                | Vertakking met lijn 153 (Zvolen - Čata)        |
| 22,265  | Pohronský Ruskov (s)    |                                                |
| 25,700  | Hronovce                |                                                |
| 30,009  | Želiezovce (s)          |                                                |
| 38,870  | Tekovské Lužany (s)     |                                                |
| 45,408  | Tekovský Hrádok (s)     |                                                |
| 47,413  | Dolná Seč               |                                                |
| 52,326  | Levice (s)              | Vertakking met lijn 150 (Nové Zámky - Zvolen)  |